# جان آتمن
جان آتمن (انگلیسی: John Ottman؛ زادهٔ ۶ ژوئیهٔ ۱۹۶۴) موسیقی‌دان و تدوینگر آمریکایی برنده جایزه اسکار  است. وی از سال ۱۹۹۳ میلادی تاکنون مشغول فعالیت بوده است.

## بخشی از فیلمشناسی
- مظنونین همیشگی (۱۹۹۵)
- پسر کابلی (۱۹۹۶)
- شاگرد توانا (۱۹۹۸)
- دریاچه وحشت (۱۹۹۹)
- کدو تنبل (۲۰۰۲)
- هیولاهای هشت‌پا (۲۰۰۲)
- به‌دام‌افتاده (۲۰۰۲)
- ایکس ۲: مردان متحد (۲۰۰۳)
- گوتیکا (۲۰۰۳)
- موبایل (۲۰۱۴)
- قایم‌موشک (۲۰۰۵)
- خانه مومی (۲۰۰۵)
- بوس بوس بنگ بنگ (۲۰۰۵)
- چهار شگفت‌انگیز (۲۰۰۵)
- بازگشت سوپرمن (۲۰۰۶)
- چهار شگفت‌انگیز: قیام موج‌سوار نقره‌ای (۲۰۰۷)
- تهاجم (۲۰۰۷)
- والکیری (۲۰۰۸)
- یتیم (۲۰۰۹)
- پسر فضایی (۲۰۰۹)
- بازنده‌ها (۲۰۱۰)
- ناشناس (۲۰۱۱)
- جک غول‌کش (۲۰۱۳)
- ماینداسکیپ (۲۰۱۳)
- بدون توقف (۲۰۱۴)
- مردان ایکس: روزهای گذشته آینده (۲۰۱۴)
- مردان خوب (۲۰۱۶)
- مردان ایکس: آپوکالیپس (۲۰۱۶)